# Ли Сын Ги
Ли Сын Ги (кор. 리승기; 1 октября 1905, Тамян, Чолла-Намдо, Корейская империя — 8 февраля 1996, Пхеньян, КНДР) — корейский химик-органик, изобретатель синтетического волокна виналон. Академик наук КНДР (1950).

## Биография
Родился в 1905 году в уезде Тамян провинции Чолла-Намдо на юге Кореи.
После окончания Центральной средней школы в Сеуле он продолжил образование в Японии, где окончил среднюю школу Мацуяма и поступил в Императорский университет Киото по специальности инженер-химик. В 1939 году получил степень доктора. До 1945 преподавал в университетах в Киото и Токио. По сообщению одного японского источника, в 1945 году Ли Сын Ги провел несколько месяцев в тюрьме по обвинению в том, что он в грубой форме заявил представителю корейской военной полиции, что Японская империя «обречена». Из тюрьмы был выпущен лишь после капитуляции Японии.

В 1945—47 профессор органической химии и деканом инженерного факультета Кёнсонского университета, откуда был уволен за сопротивление его преобразованию в Сеульский университет американской военной администрацией. В августе 1950 года, после начала Корейской войны по приглашению Ю Чон Ока (позже занявшего пост вице-президента Северной Кореи) переехал на север в Корейскую Народно-демократическую Республику, где возглавил научно-исследовательскую работу по получению синтетического волокна. После своего побега на север Ли Сын Ги вспоминал:
«С одной стороны, я был удивлен, с другой — счастлив. Я был счастлив узнать, что всего за пять лет Корейская народно-демократическая республика смогла подготовить квалифицированный технический персонал для промышленного изготовления спирта из карбида. Это означало, что у нас заложена твердая основа для продолжения исследований по внедрению виналона в промышленное производство, а именно этим я и собирался заниматься».

## Научная деятельность
Основные работы связаны с синтезом и исследованием свойств поливинилацетата и поливинилового спирта. В 1939 году, работая в группе под руководством профессора Итиро Сакурады, Ли Сын Ги и его японский коллега получили растворимое в воде волокно виналон на основе поливинилового спирта. В 1941 году Ли Сын Ги и его соавторам был выдан патент на изобретение.
В КНДР Ли Сын Ги стал работать над производством виналона. Для этого в Чынгсу-ри, провинция Янгандо, ему была выделена специальная лаборатория, устроенная в громадной вырубленной в скале пещере. Разработал способы крашения синтетических волокон. По имеющимся сведениям, Ли Сын Ги лично курировал сооружение первого крупного завода по выпуску виналона в городе Хамхын (провинция Хамгён-Намдо). Основатель и первый директор Института виналона. Член Президиума Государственной академии наук КНДР (с 1950) и председатель её Хамхынского отделения. Иностранный член Академии Наук СССР (с 1966). Лауреат Ленинской премии (1962). С июня 1965 года директор Исследовательского института атомной энергии при Академии наук КНДР.

## Семья
Старший сын Ли Сын Ги — химик, профессор Ли Чжон Гва, заведующий отделом НИИ катализаторов в Университете имени Ким Ир Сена, заслуженный ученый, доктор наук.
Внук Ли Мён Иль — заслуженный артист КНДР, главный дирижер оркестра «Ынхасу»